# .ir
.ir – domena internetowa od kwietnia 1994 roku przypisana do Iranu. Jest zarządzana przez Instytut Studiów Badań Podstawowych (IPM) w Teheranie.

## Domeny drugiego poziomu
- IR  - publiczne
- Ac.ir  - uczelnie i towarzystwa naukowe
- Co.ir  - firmy
- Gov.ir  - instytucje rządowe
- Id.ir  - osoby
- net.ir  - dostawcy usług internetowych i przedsiębiorstwa sieciowe zatwierdzone przez IRTCT
- org.ir  - non-profit, organizacje
- Sch.ir  - szkoły